# Svatý Hubert (zámek)
Lovecký zámeček Svatý Hubert stojí v osadě Svatý Hubert, části obce Drahouš v okrese Rakovník. Od roku 1965 je chráněn jako kulturní památka.

## Historie
Zámeček, pojmenovaný po patronu lovců svatému Hubertovi, nechali na počátku 18. století vystavět Černínové z Chudenic, tehdejší majitelé panství Petrohrad. Okolo se pak rozkládala obora. V letech 1872–1875 zde při pobytech u rodičů v Čisté napsal Jaroslav Vrchlický některé své básně. Zámek zůstal v majetku Černínů do roku 1945, kdy byl znárodněn. V roce 1975 prošla rekonstrukcí střecha a fasáda. Dnes je zámek v majetku státních lesů a slouží k rekreaci.

## Stavební podoba
Jednopatrový barokní zámek s pravidelným osmiúhelníkovým půdorysem a zvoncovou střechou s lucernou byl postaven v místě, ke kterému se sbíhalo osm průseků symetricky rozdělené obory. Korouhvička na lucerně určovala směr průseku, kterým se naposledy pohybovala lovená zvěř. Uvnitř se v prvním patře nachází obytné pokoje. Interiér je ozdoben loveckými trofejemi.

## Dostupnost
Okolo zámečku prochází dvojice turistických značek – žlutá od Jesenice na Velkou Chmelištnou a modrá od Kosobodů na Smrk. Okolo vede také silnička od Drahouše na Velkou Chmelištnou.